# Toftnäs säteri

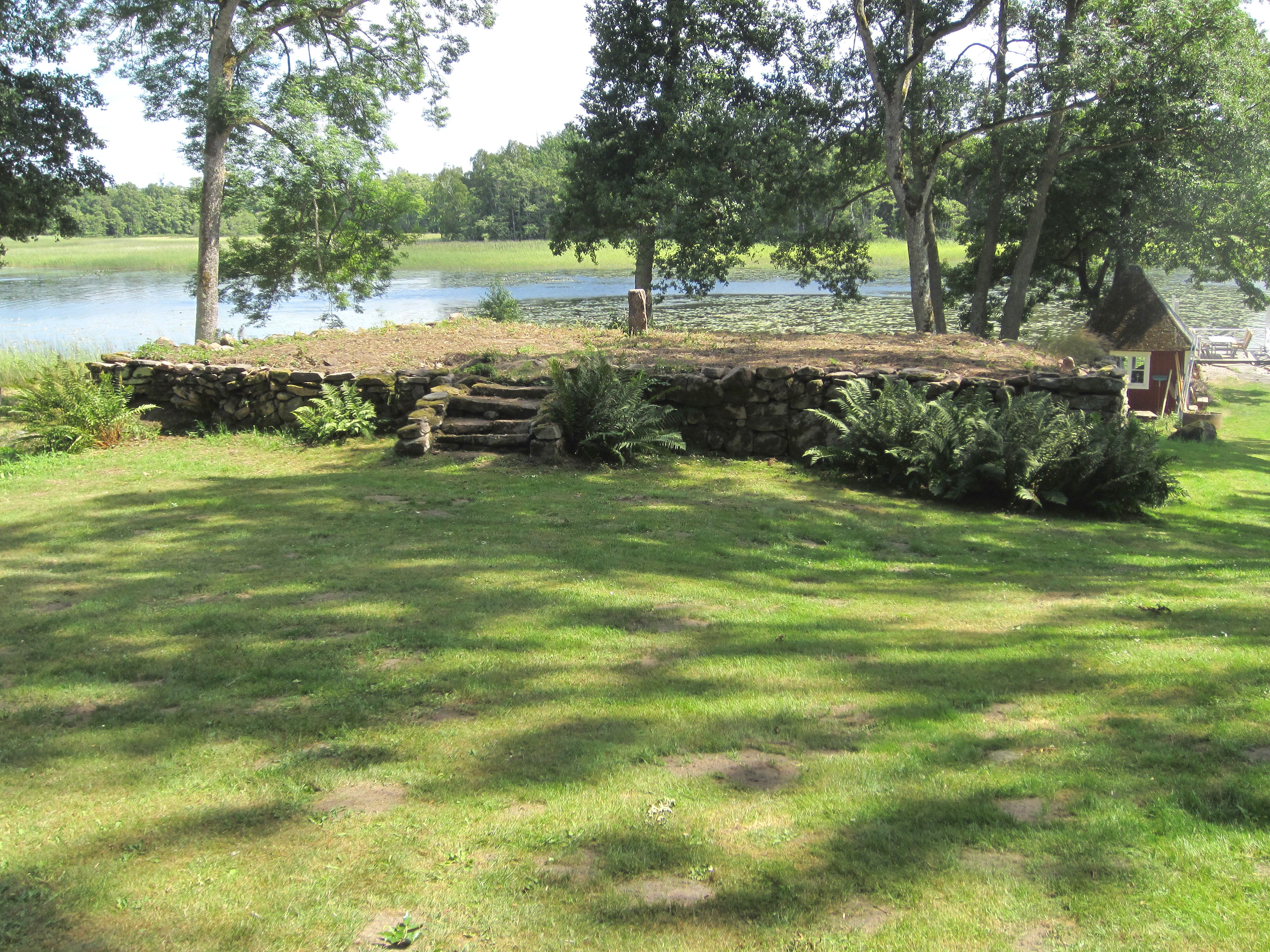
Den medeltida grunden till huvudbyggnaden.

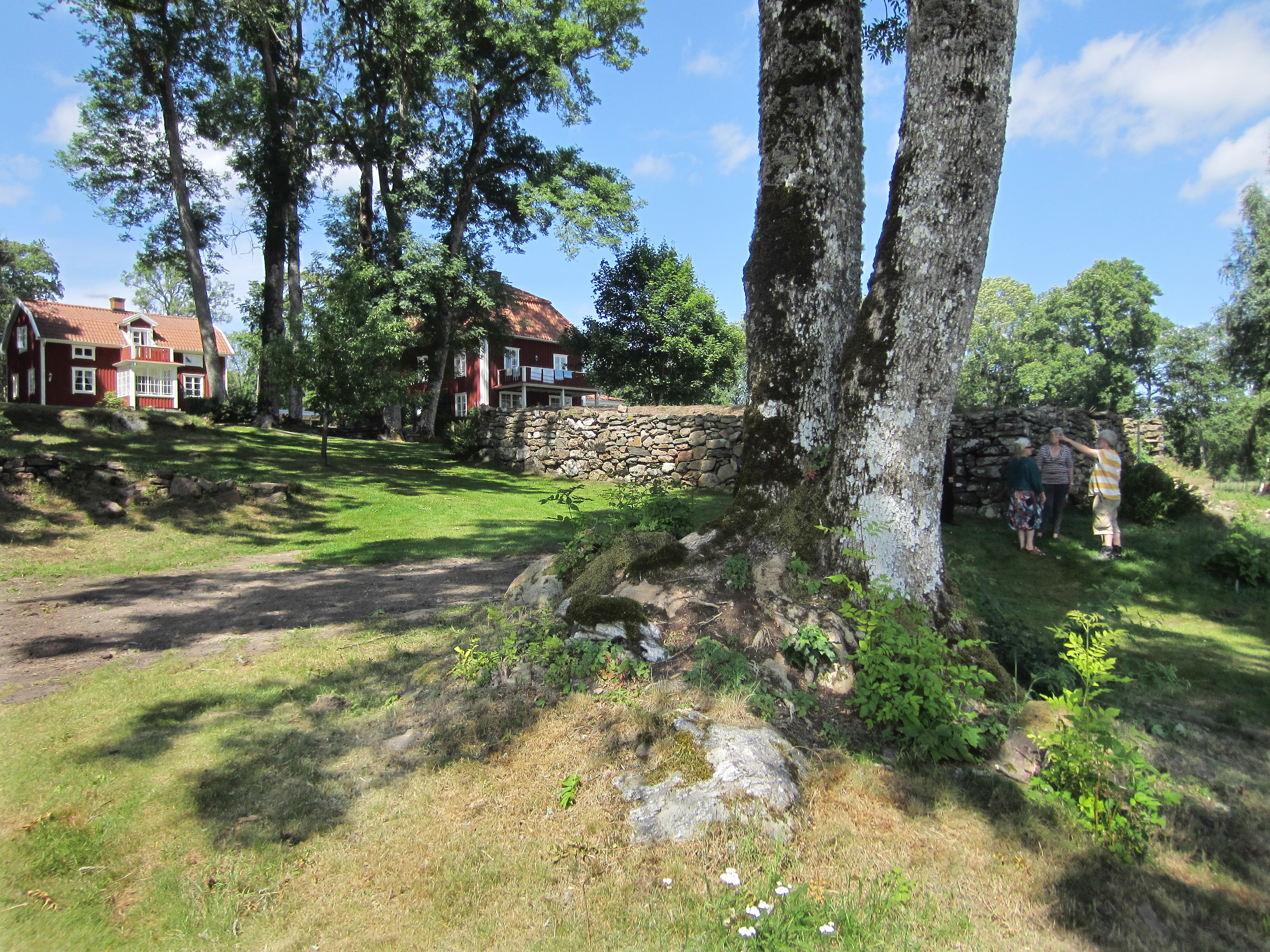
Toftnäs säteri.

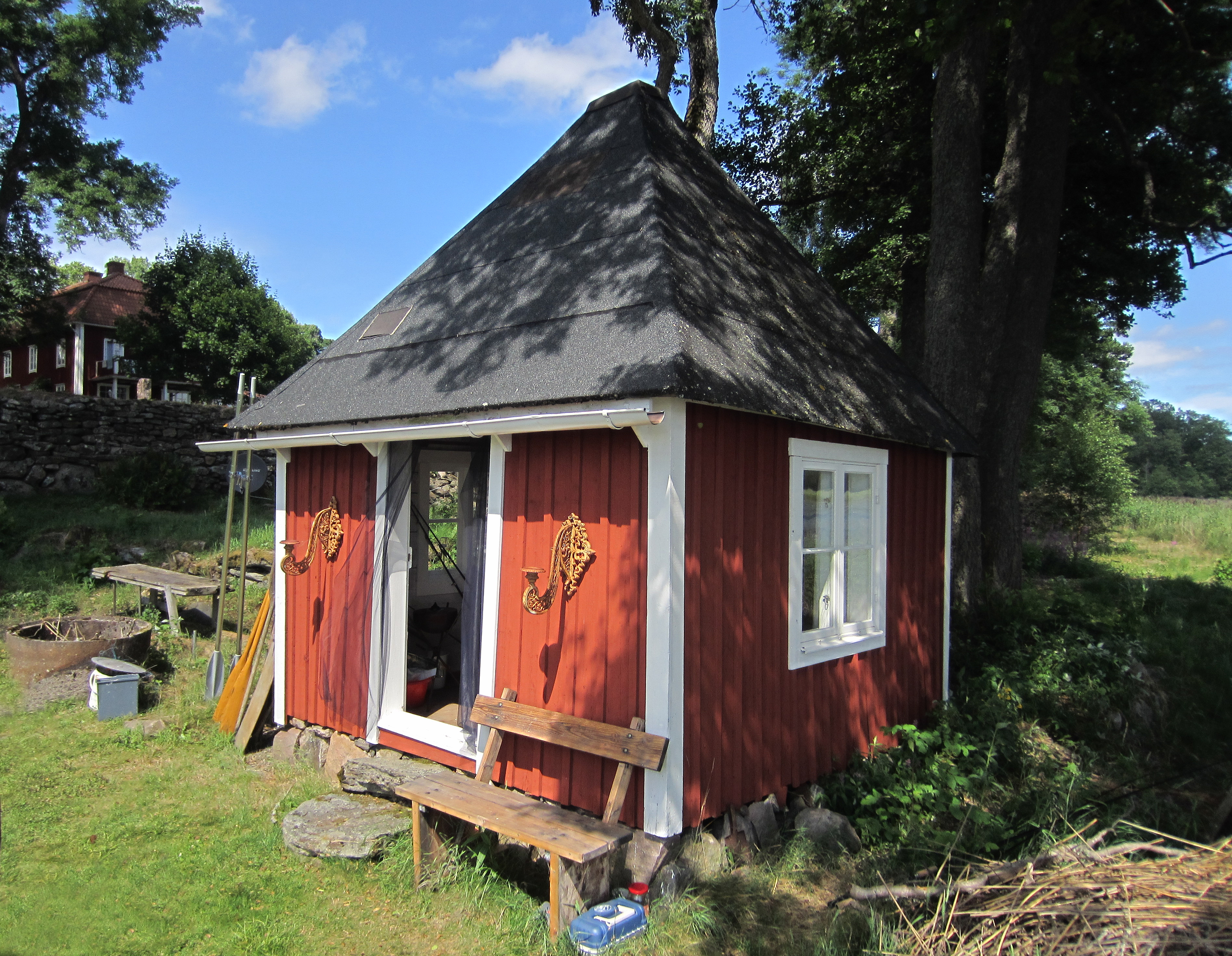
Den gamla avrädet till Toftnäs säteri.

Toftnäs säteri är en herrgård och historisk sätesgård i Värnamo kommun. Innan 1974 låg gården  i Bolmsö socken men överfördes då till Torskinge socken. Den ligger längst ut på Toftnäset vid sjön Bolmens norra strand.

## Historia
Sätesgården omtalas första gången 1339 då riddaren och det svenska riksrådet Gustaf Nilsson Bjelke dagtecknade ett brev på gården. Bjelke var hövitsman på Varberg och till Varbergs borg levererades också den skatt som han indrev i Finnveden.
Nästa gång sätesgården finns omtalad i bevarade källor är 1364. Av brevet framgår att ägaren till Toftnäs då var Peter Porse ”jn Tofnæs”. Peters mor var troligtvis dotter till Gustaf Nilsson Bjelke. Denna tid var en orolig period i Nordens historia och Peter Porse var involverad i stridigheterna. Det svenska riksrådet hade avsatt Magnus Eriksson och valde istället Albrekt av Mecklenburg till ny kung. Peter Porse kämpade dock för den gamle kungens sak men blev tillfångatagen. Hans systers man var den mäktige och Albrekt trogne drotsen Bo Jonsson Grip vilket ledde till bland annat stora arvstvister. År 1379 blev Bo Jonsson ägare till Toftnäs.
Toftnäs ägare var under hela medeltiden ansedda män i den högsta riksledningen. 1491 blev således riksföreståndaren Sten Sture den äldre ägare till egendomen. År 1551 inbyttes den till Gustav Vasa. Johan III gav under sin tid bort Toftnäs som förläning till Per Jonsson på Gavlö. År 1640 övergick egendomen från att ha varit kronogods till att bli frälsegods. Ägare var då Johan Henriksson Reuter men denna nyttjade inte gården som sin huvudgård.
Under den nordiska sjuårskriget var gränsområdena mot det danska Halland, Skåne och Blekinge utsatta för ständiga skövlingar. 1564 bröt en dansk här in mot Bolmenområdet och ödelade svårt. Huruvida Toftnäs då blev bränt är dock osäkert. Däremot brann huvudbyggnaden ner av vådeld 1723 och den blev aldrig återuppbyggd. I stället omändrades de kvarvarande flygelbyggnaderna till bostäder. Bland mera prominenta gäster på säteriet kan nämnas Bismarcks besök här i slutet av 1800-talet.
Av den forna huvudbyggnaden återstår i dag en stor stengrund med långsidan ut mot Bolmens strand. Väster om och vinkelrät mot denna ses en stengrund till en större sidolänga. Båda dessa grunder består av smärre men väl lagda stenar vilket med stor sannolikhet visar på att själva byggnaderna varit uppförda av trä. Då Bolmen omkring 1870 sänktes upp till två meter har huvudbyggnaden i stort sett varit helt omgiven av vatten. Vid långsidan ut mot sjön ses också en äldre hamnanläggning med två stenpirar.
Handlingar rörande säteriets äldre historia har bevarats av en märklig slump. Prästen L.F. Palmgren var under 1870- och 1880-talen mycket aktiv som fornforskare. Han grävde bland annat ut ett stort antal vikingagravar på Bolmsö. Vid besök på säteriet upptäckte han att arbetarna använde gamla dokument runt sina lunchsmörgåsar. Dessa kom från en ”dagsverksstuga”. Här fann han åtskilliga mögliga buntar av handlingar från 1500-talet och framåt. Dessa var rester efter det försvunna gårdsarkivet.